# Anne Spencer
Anne Spencer, nacida Digby (hacia 1646-26 de abril de 1715), condesa de Sunderland, fue una aristócrata inglesa.

## Biografía
Anne fue hija de George Digby, II conde de Bristol, y Lady Anne Russell. Contrajo matrimonio el 10 de junio de 1665 con Robert Spencer, II conde de Sunderland, quien inicialmente había roto el compromiso con ella. Según Samuel Pepys, el conde dijo a sus amistades tener razones suficientes para ello, mostrándose resuelto a no casarse jamás con Anne, si bien empezó a cambiar de opinión al poco tiempo, circunstancia aprovechada por las madres de ambos para lograr una reconciliación entre la pareja. Anne sirvió como dama de compañía de María de Módena durante el reinado de Jacobo II de Inglaterra, estando presente en el nacimiento del príncipe de Gales y siendo ella quien anunció al rey el sexo del recién nacido.
Anne se hizo amiga cercana de Sarah Churchill, posteriormente duquesa de Marlborough, si bien también se ganó el desprecio de la reina Ana, quien sentía celos de su amistad con la duquesa. Hubo rumores que afirmaban que Anne mantuvo un idilio con Henry Sydney, I conde de Romney, tío de su esposo, lo cual no parece probable teniendo en cuenta la aprobación de la amistad entre ella y Henry por parte de Robert. Considerada una mujer de buen carácter, su devoción por su esposo nunca fue cuestionada, afirmándose que el feliz matrimonio del conde fue uno de los principales motivos que lo ayudaron a soportar un vida llena de infelicidad.
Anne tuvo cinco hijos con Robert, de los cuales sólo uno la sobrevivió:
- Lord Robert Spencer (1666-1688).

- Lady Anne Spencer (1667-1690), casada en 1687 con James Hamilton, IV duque de Hamilton.

- Lady Isabella (1668-1684).

- Lady Elizabeth Spencer (1671-1704), casada en 1684 con Donough MacCarty, IV conde de Clancarty.

- Charles Spencer, III conde de Sunderland (1674-1722), casado en primeras nupcias en 1695 con Arabella, hija de Henry Cavendish, II duque de Newcastle, y en segundas nupcias en 1700 con Anne Churchill, segunda hija de John Churchill, I duque de Marlborough, y Sarah Churchill.

Por sus cartas se deduce que Anne tuvo otros dos hijos, muertos ambos a temprana edad.